# Lorenzo Campeggio
Lorenzo Campeggio (ur. 7 listopada 1474 w Mediolanie, zm. 25 lipca 1539 w Rzymie) – włoski kardynał.

## Życiorys
Urodził się w Mediolanie, studiował prawo kanoniczne i cywilne na Uniwersytecie w Bolonii. Około 1500 r. poślubił Francesce Guastavillani, z którą miał pięcioro dzieci (m.in. kardynała Alessandro Campeggio). Po jej śmierci w 1509 r. rozpoczął karierę kościelną pod patronatem papieża Juliusza II. W 1512 r. otrzymał od cesarza Maksymiliana I Habsburga biskupstwo Feltre. 1 lipca 1517 r. cesarz mianował go Kardynałem Protektorem Świętego Cesarstwa Rzymskiego. 22 stycznia 1523 r. został mianowany Kardynałem Protektorem Anglii, a 2 grudnia 1524 r. otrzymał biskupstwo Salisbury. W 1528 r. został legatem papieskim i wraz z kardynałem Thomasem Wolseyem miał decydować w sprawie rozwodu Henryka VIII Tudora z Katarzyną Aragońską. Decyzji jednak nie podjął ze względu na sytuację polityczną, jaka wówczas panowała w Rzymie (papież Klemens VII był zakładnikiem Karola V siostrzeńca Katarzyny Aragońskiej). Po małżeństwie Henryka VIII z Anną Boleyn został wydalony z Anglii i pozbawiony wszelkich tytułów. W 1535 r. wchodził w skład komisji, która ekskomunikowała Henryka VIII. Zmarł w dniu 25 lipca 1539, w wieku sześćdziesięciu siedmiu lat i został pochowany w Santa Maria in Trastevere.